# Пертоза
Пертоза (итал. Pertosa) — коммуна в Италии, располагается в регионе Кампания, в провинции Салерно.
Население составляет 704 человека (2008 г.), плотность населения составляет 121 чел./км². Занимает площадь 6 км². Почтовый индекс — 84030. Телефонный код — 0975.
Покровителями коммуны почитаются святые Венедикт Нурсийский и Викторий Кесарийский, празднование 21 марта и 14 мая.

## Демография
Динамика населения:

## Администрация коммуны
- Официальный сайт: https://web.archive.org/web/20190903143210/http://pertosa.asmenet.it/